# Construcțiile în România
Sectorul de construcții a reprezentat în ultimii ani motorul economiei românești, înregistrând creșteri anuale de peste 30%.
Piața construcțiilor din România în anul 2007 s-a ridicat la valoarea de 9,2 miliarde Euro. Prin comparație cu alte țări: Polonia - 35,3 miliarde, Cehia 17,8 miliarde, Ungaria - 7,8 miliarde, Bulgaria - 5,3 miliarde, Slovacia - 4,6 miliarde, Croația - 2,7 miliarde euro
În anul 2008, piața construcțiilor din România a fost de 14,3 miliarde de euro,
iar în anul 2009 a fost de 12,6 miliarde euro
În anul 2011, cifra de afaceri a companiilor din construcții a fost de 9,3 miliarde de euro, cu 4% mai mică decât în 2010 când firmele au avut vânzări de 9,7 miliarde de euro.
Prima fabrică de ciment a fost construită în anul 1890, iar până în 1950 erau finalizate 10 fabrici care sunt în funcțiune și astăzi, dupa ce au trecut printr-o serie de investiții în majorarea și modernizarea producției.
În anul 2007, în sectorul construcțiilor lucrau 380.000 de oameni.
Până în anul 2013, România beneficiază din partea Comisiei Europene de un buget de 3,2 miliarde de euro, pentru construcția, extinderea sau modernizarea rețelelor existente de apă potabilă și de canalizare.

## Piața construcțiilor
- România se află într-un deficit de circa 700 de mii de locuințe. Se cer înseosebi spații de 100 de metri pătrați pe familie. La ritmul de construcție de 38 de mii de apartamente pe an, ca acum (decembrie 2007), sau de maximum 50 de mii, ar trebui 20 de ani pentru ca oferta să răspundă cererii, în piața locuințelor.[9] România are un deficit de peste 170.000 de muncitori în construcții (decembrie 2007).[10]
- Piața construcțiilor noi și a renovărilor de clădiri non-rezidențiale a înregistrat o creștere medie anuală de aproximativ 37%, de la două miliarde euro, în 2003, la 6,9 miliarde euro, în 2007[11] Clădirile industriale și spațiile logistice reprezintă aproximativ 12% din valoarea acestei piețe, fiind unul dintre segmentele cu cea mai mare creștere medie anuală, de peste 40%[11].

Principalii cinci jucători de pe piața construcțiilor sunt Hidroconstrucția, Energomontaj, grupul italian Astaldi, cel francez Bouygues, și Energoconstrucția.
În anul 2016, peste 95% din români locuiesc în casele pe care le dețin, potrivit statisticilor europene. România era însă pe primul loc topul celor mai proaste condiții de trai, cu locuințe mici și de calitate slabă.